# 仏舎利塔

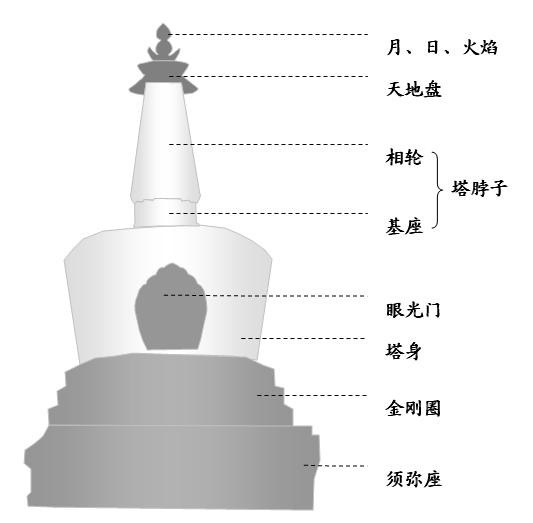
仏舎利塔模式図。永安寺白塔の例（北京）

仏舎利塔（ぶっしゃりとう）とは、仏舎利（釈迦の遺骨）を納めるとされる仏塔。一般に仏塔の原型であるインドの「ストゥーパ」の様式をそのまま模して建てられた仏教建築物である。
ドーム状の構造物の上に相輪をもつ。日本では近代になって建てられたものも多い。また本来の舎利を祀るだけでなく、太平洋戦争でなくなった戦没者を祀る仏舎利塔もある。

## 中国
中国では「仏舎利塔」のことを「覆鉢式塔」と呼ぶ。チベット仏教の仏塔である。覆鉢式塔のつくりはストゥーパのつくりと基本的に同じで、南北朝時代の雲岡石窟の中にすでに覆鉢式塔の造形が見られた。早い時期にチベットに伝わり、チベットから各地に広まった。
ストゥーパは、やがて中国で宝塔として形を変えていくが、元の時代に入るとチベット仏教が盛んになり、再び、インドのストゥーパが中国に入ってきた。そして、漢民族の住む地区にも建てられるようになった。
覆鉢式塔は崇拝のために使われる。中には舎利が収められ、また、高僧の墓としても使われる。覆鉢式塔の中は空洞になっていない。大きさは大小まちまちである。中国に現存するもっとも大きい覆鉢式塔は元の時代に立てられた北京の妙応寺（白塔寺）の白塔である。これ以外にも北海公園の永安寺白塔などがある。

## 日本
日本の仏舎利塔は、飛鳥時代の法興寺・法隆寺・四天王寺のように、古くは木造の五重塔や三重塔として建造される例が多かったが、近代になると戦後の平和を願うなどの目的で熊本市の花岡山、北海道釧路市の日本山妙法寺、静岡県御殿場市の平和公園、富山県高岡市の鉢伏山などに仏舎利塔が建造された。日本の仏舎利塔では、全国でただ三箇所のみ仏舎利が収められている。ほかは経典や宝石が納められているのが普通である。

## 仏舎利塔一覧
中国
- 北京 妙峰山石塔
- 北京 白塔庵塔
- 五台山 顕通寺白塔
- 五台山 円照寺ラマ塔
- 呼和浩特 席力図召ラマ
- 遼寧省 延寿寺塔
- 河南省 林州恵明寺
- チベット 桑耶寺塔

 日本
- 藻岩山（北海道札幌市）
- 日本山妙法寺釧路仏舎利塔（北海道釧路市）（ネール首相から寄贈された仏舎利が奉納されている。）
- 三内霊園（青森県青森市）（ネール首相から寄贈された仏舎利が奉納されている。）
- 黒滝向川寺仏舎利塔（山形県大石田町）
- 仙台仏舎利塔（宮城県仙台市）
- 東山霊園（福島県郡山市）
- 栃木縣平和佛舎利塔（栃木県宇都宮市）
- 成田平和仏舎利塔（千葉県成田市）
- 清澄寺（千葉県鴨川市）
- 高尾山佛舎利奉安塔（東京都八王子市）
- よみうりランド（神奈川県川崎市）
- 龍口寺（神奈川県藤沢市）
- 秋葉山（新潟県新潟市）
- 佐渡仏舎利塔（新潟県佐渡市）
- 鉢伏山 （富山県高岡市）
- 宮野山（富山県黒部市）
- 信濃仏舎利塔（長野県小諸市）
- 平和公園 （静岡県御殿場市）
- 錦ヶ浦(静岡県熱海市)
- 覚王山日泰寺奉安塔（愛知県名古屋市）
- 大阪仏舎利塔（大阪府寝屋川市）
- 普門山妙法寺仏舎利塔（大阪府柏原市）
- 名古山霊苑仏舎利塔（兵庫県姫路市）
- 二葉山平和塔（広島県広島市）
- 高塔山仏舎利塔（福岡県北九州市）
- 妙見山（福岡県糸島市）
- 肥前（牛津）仏舎利塔（佐賀県小城市）
- 大村平和仏舎利塔[2]（長崎県大村市）
- 長崎仏舎利塔[3]（長崎県長崎市）
- 花岡山（熊本県熊本市）
- 十万山（熊本県天草市）
- 日向仏舎利塔（宮崎県日向市）
- 宮崎仏舎利塔（宮崎県宮崎市）
- 臼杵仏舎利塔（大分県臼杵市）

## ギャラリー

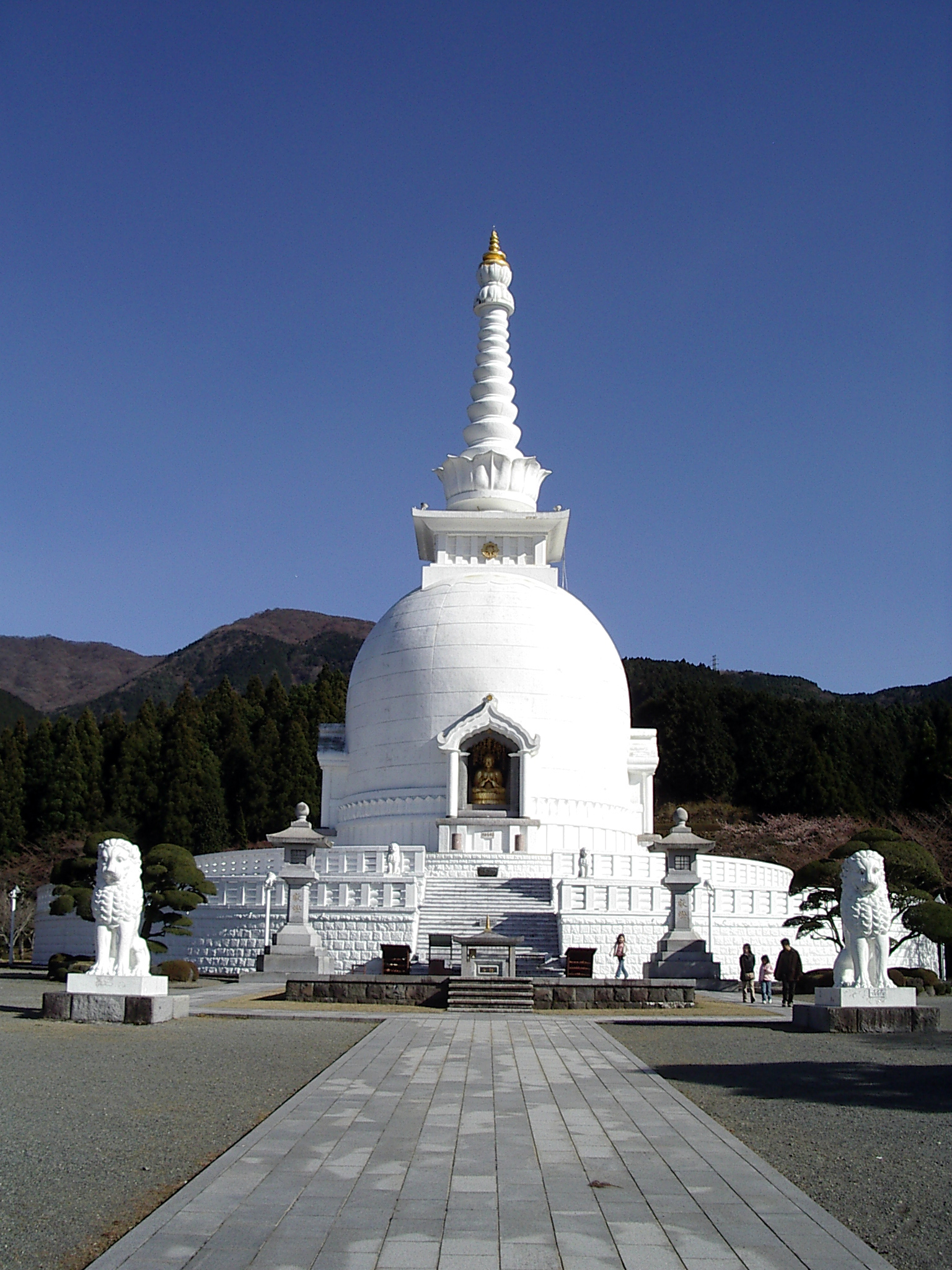
静岡県 仏舎利塔
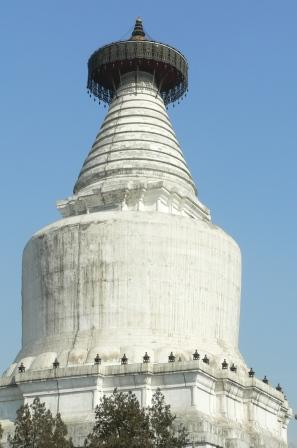
北京 妙応寺白塔
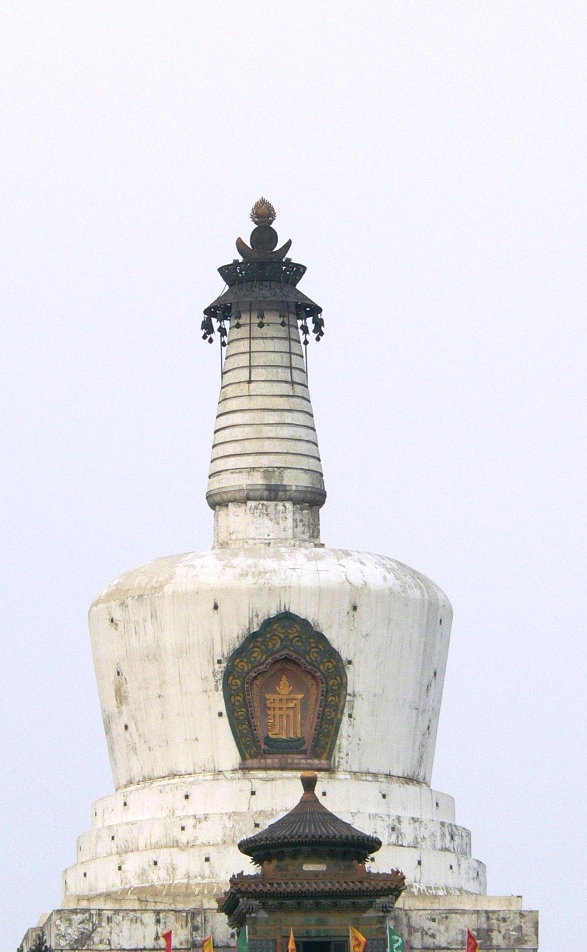
北京 永安寺白塔
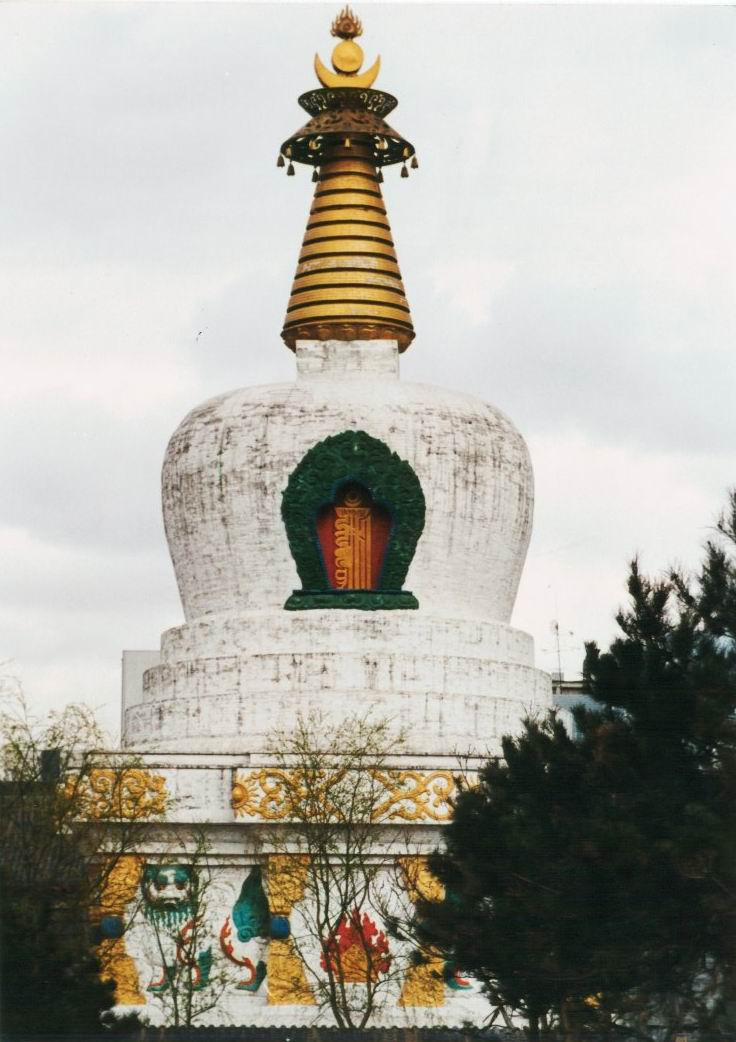
瀋陽 護国法輪寺塔
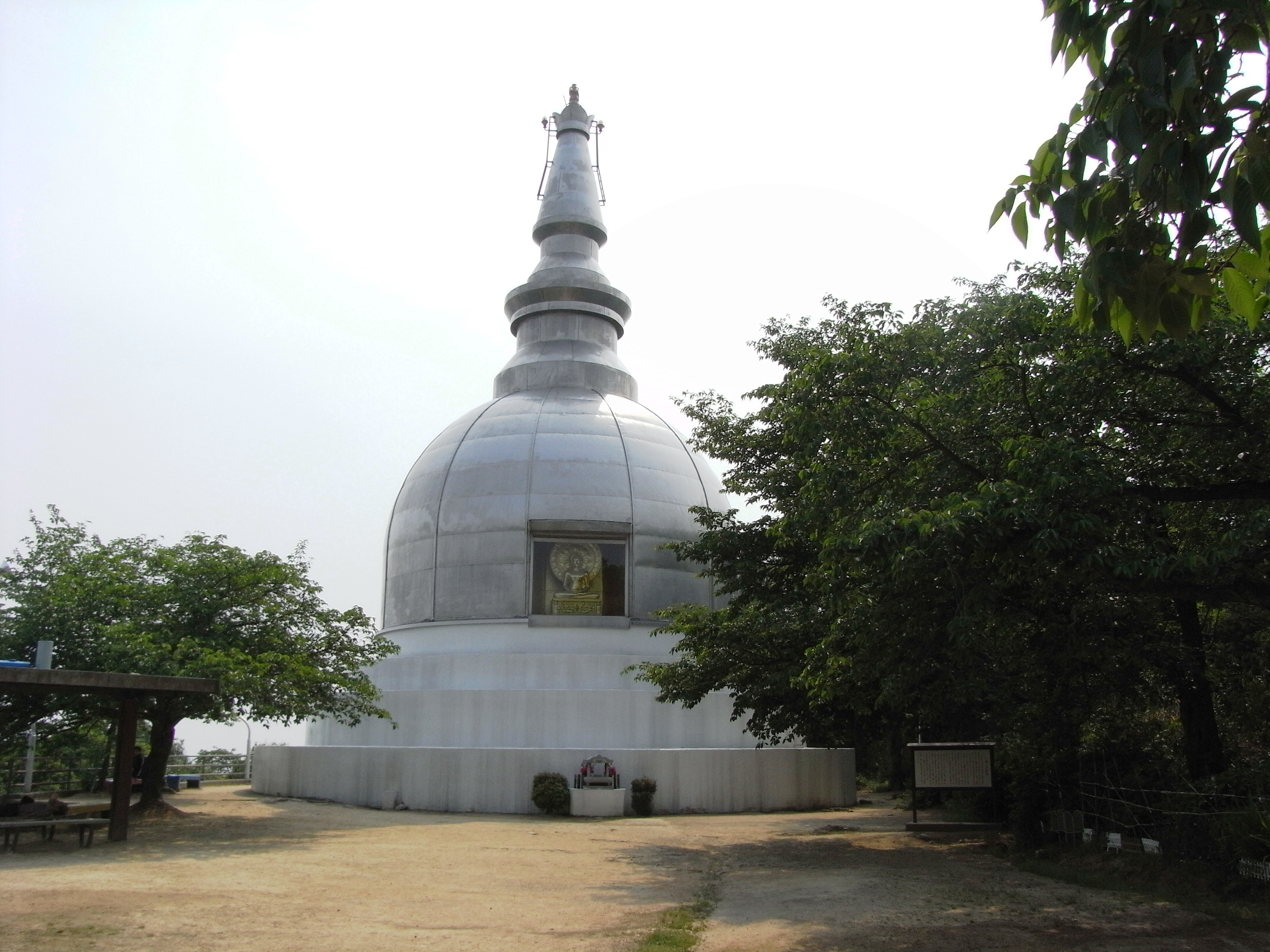
二葉山平和塔
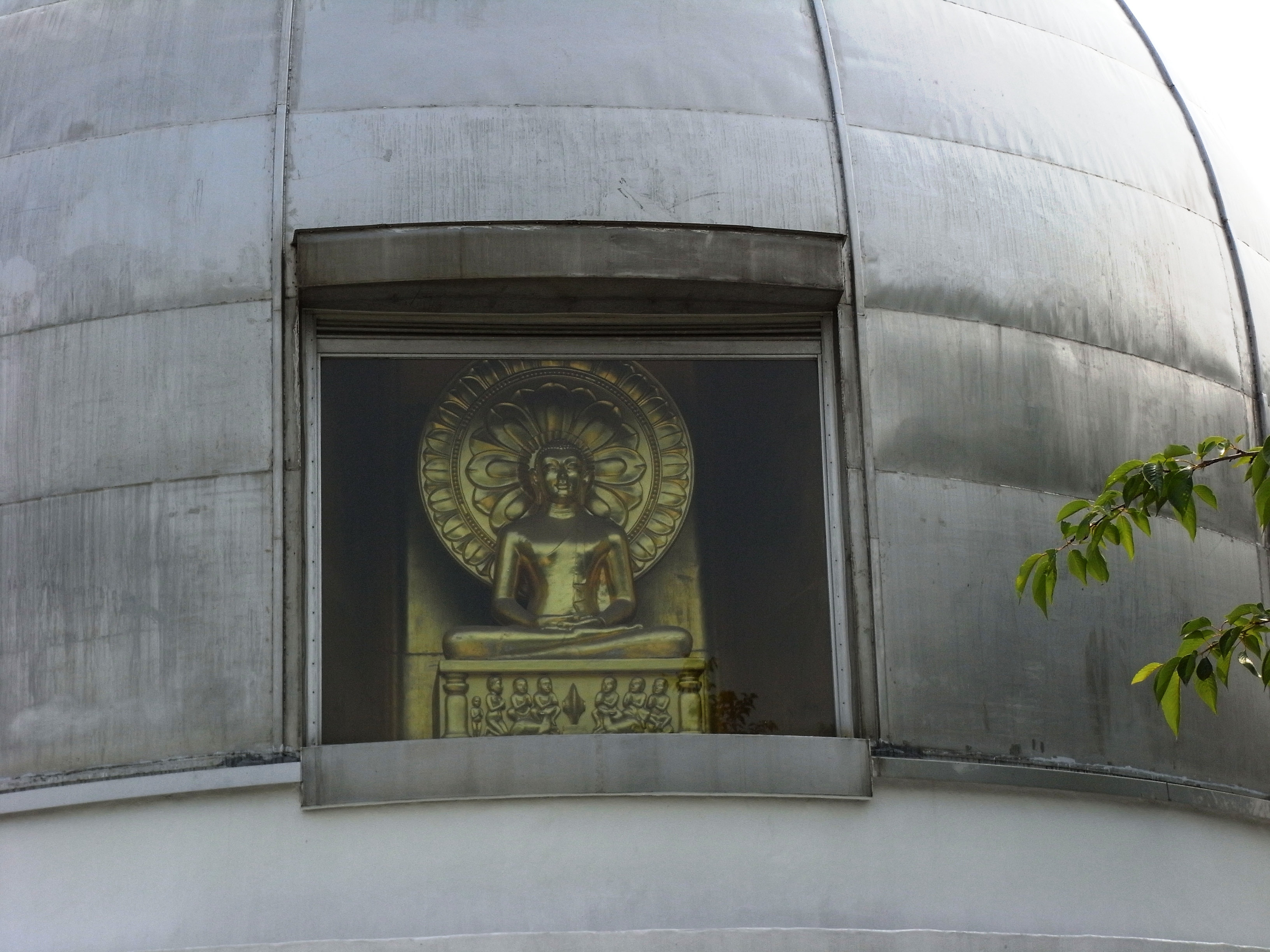
二葉山平和塔の本尊
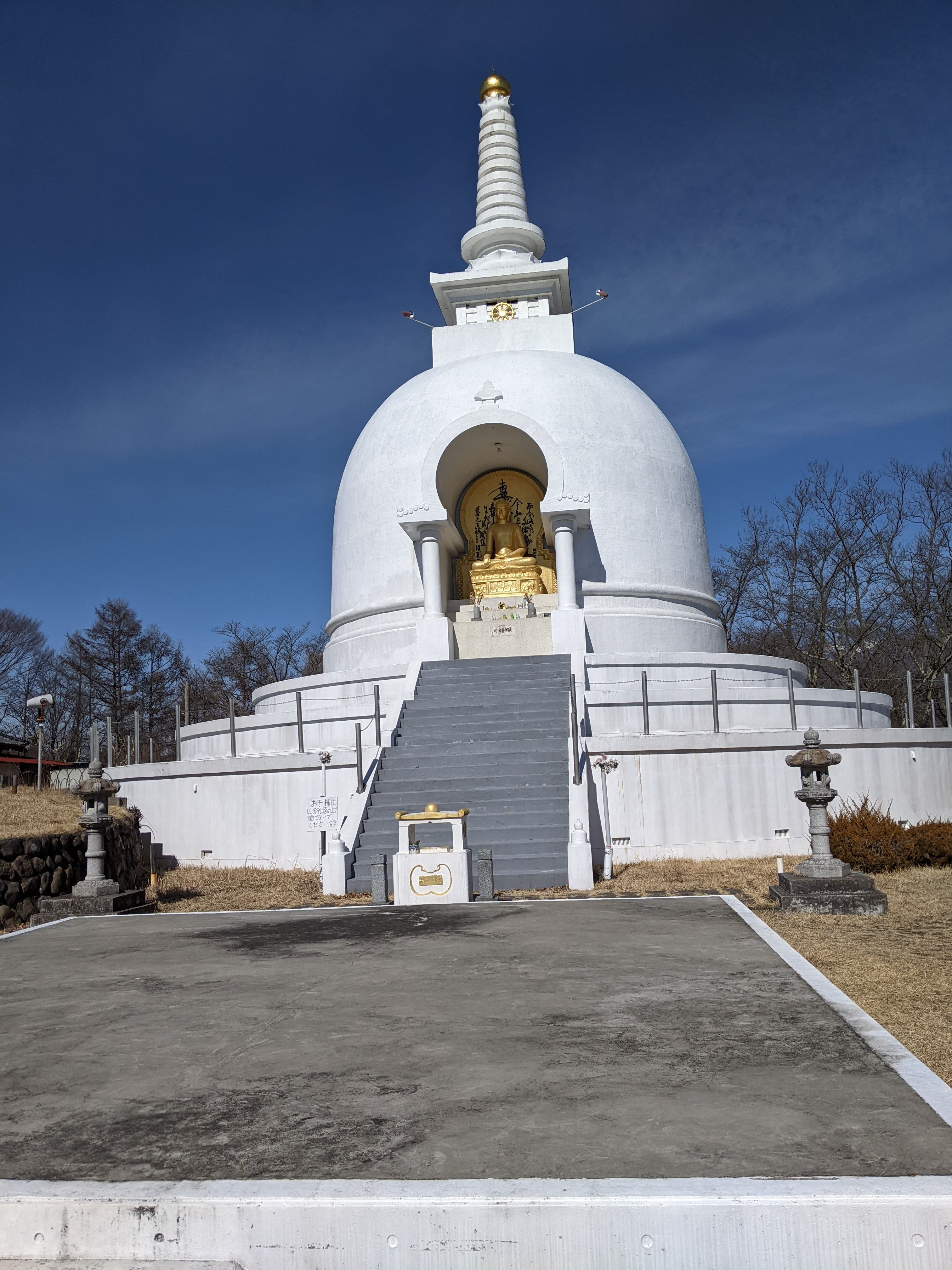
信濃仏舎利塔（長野県小諸市甲　糠塚山山頂　日本山妙法寺小諸道場）